# ウァラク

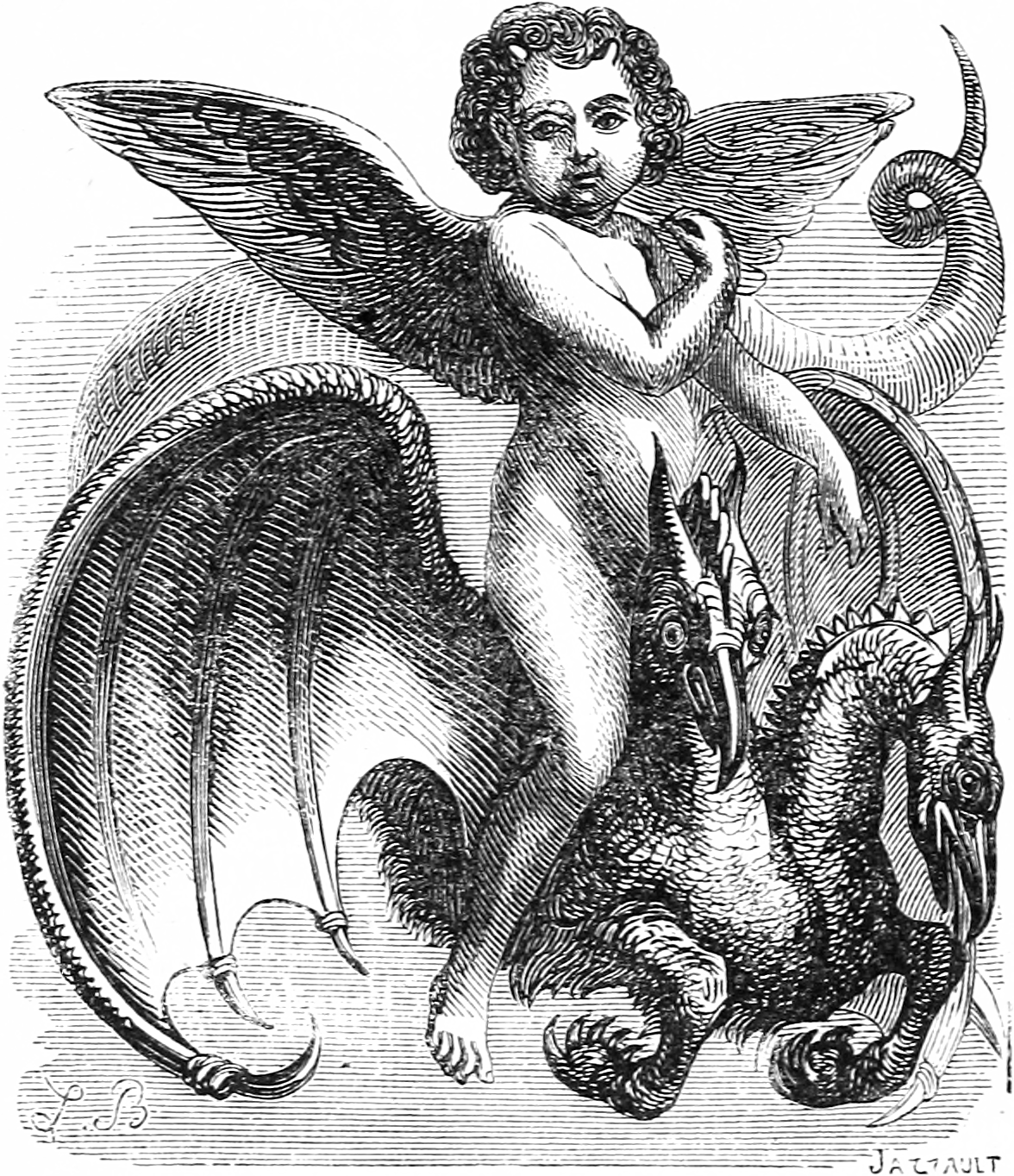
『地獄の辞典』のヴォラック(Volac)の項に描かれた挿絵

ウァラクまたはヴァラク(Valac)は、悪魔学における悪魔の一人。

## 概要
ウォラクまたはヴォラク(Volac)とも呼ばれる。
『ゴエティア』によると、30の軍団を率いる序列62番の地獄の大総裁。
『ミュンヘン降霊術手引書』でもウォラク(Volach)という名前で登場しており、27の軍団を率いる大総裁であるという。
双頭のドラゴンに乗った、天使の翼をもつ子供の姿で現れる。また蛇の隠れ家や、惑星のありかを知るとされる。